# 中華基督教會基慈小學

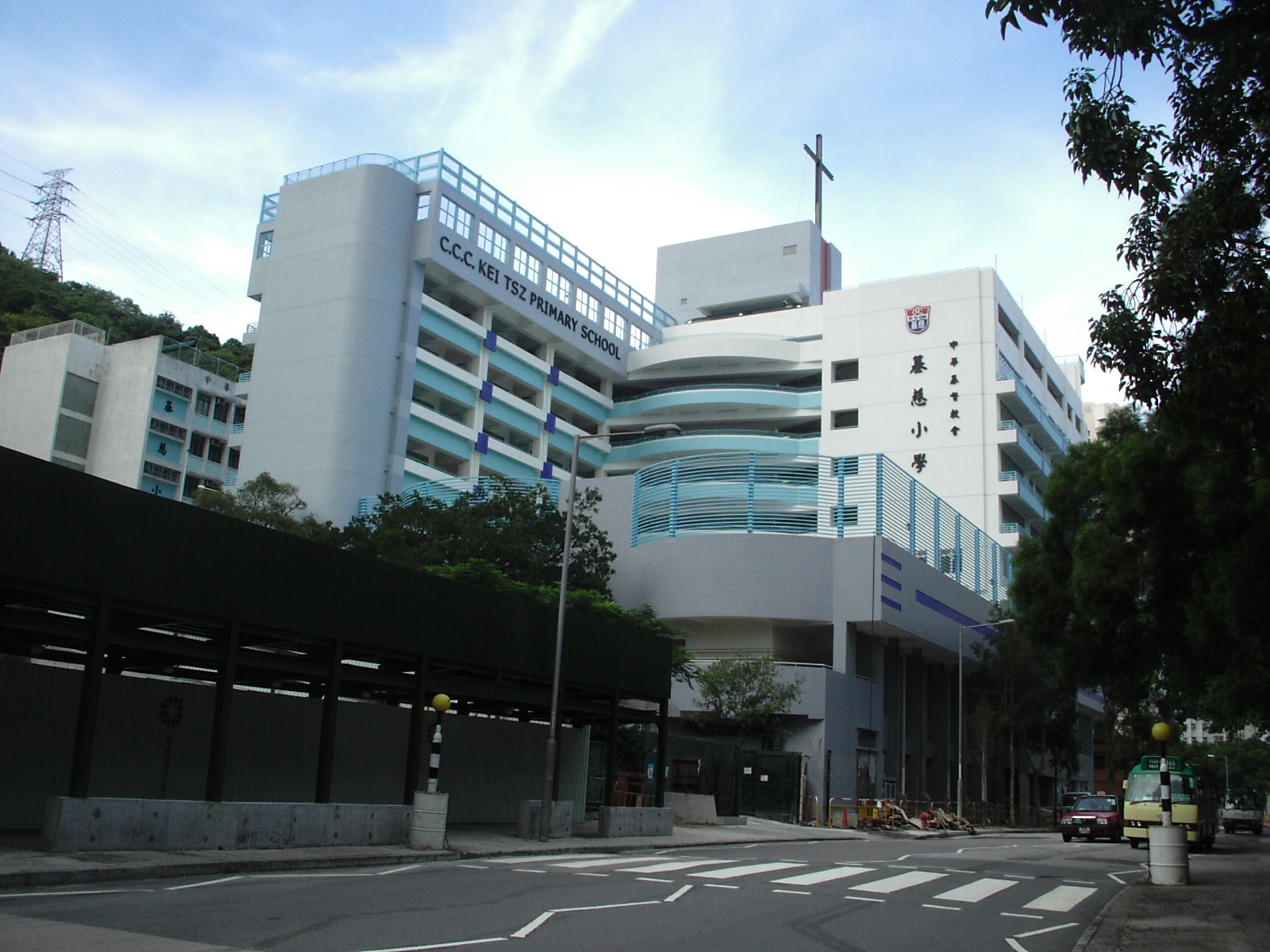
基慈小學舊校舍（左後，已拆卸並重建為慈雲山道遊樂場）及新校舍西面

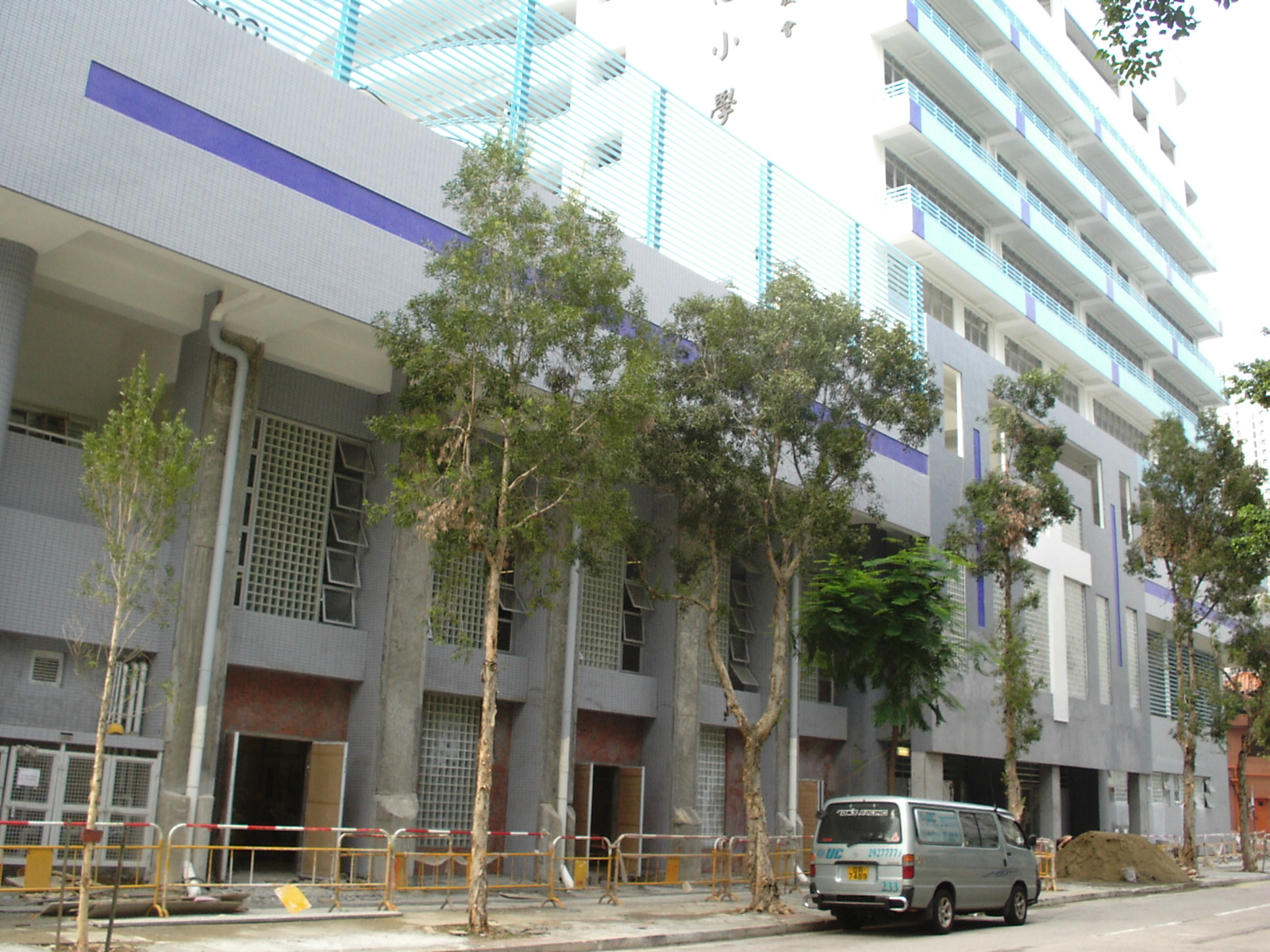
新校舍南面的特別室大樓和基座（包括禮堂）

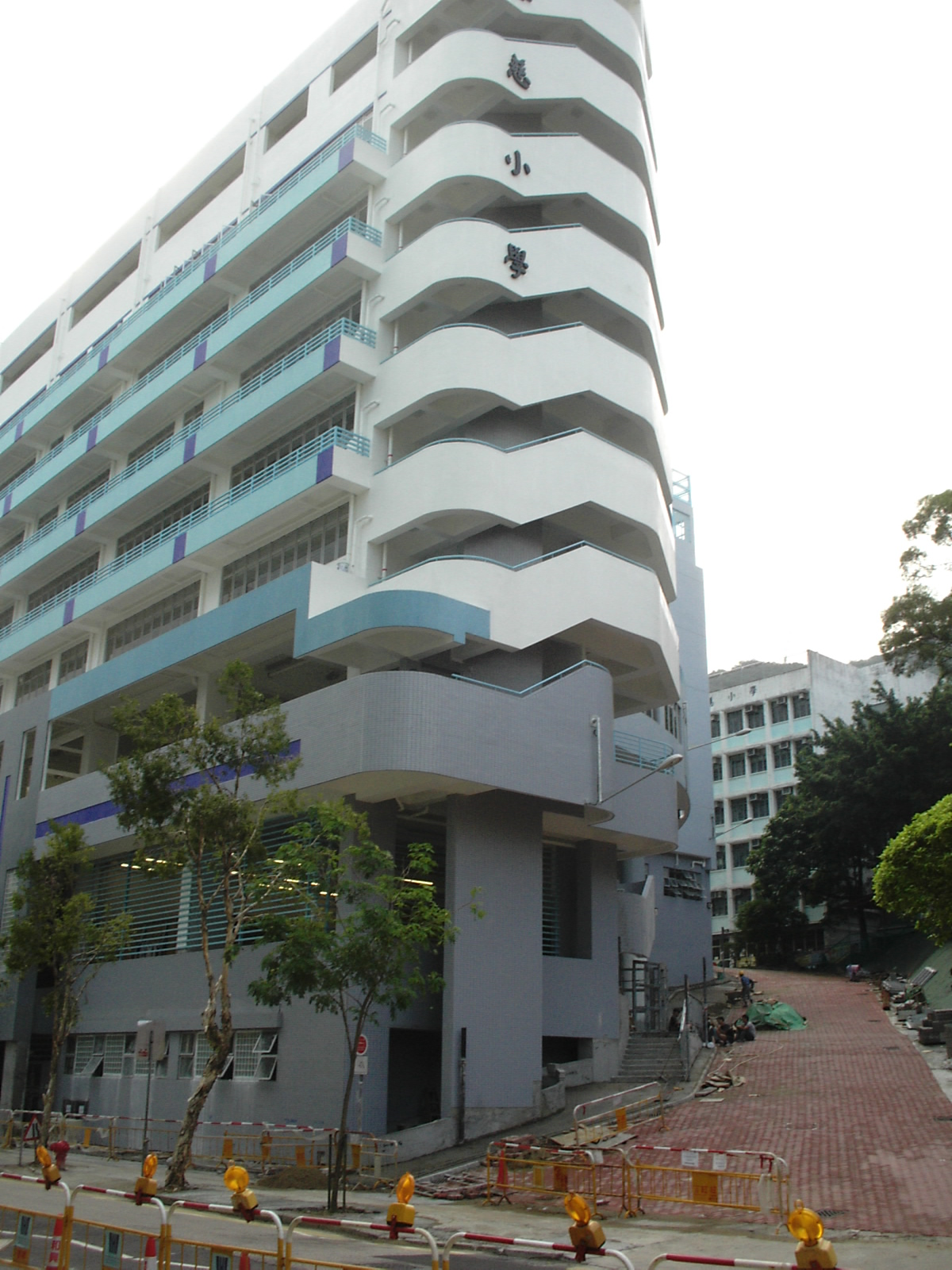
新校舍東面及拆卸前的舊校舍

中華基督教會基慈小學（英語：CCC Kei Tsz Primary School）是香港黃大仙區的一所資助小學，亦是中華基督教會香港區會的小學，於1968年創辦，1995年轉為全日制。
校歌 ：
基慈學校，基督是宗，中華教會道一風同。
鑄人興學，揚愛教忠，五育齊進，兩經景從。
真理啟發，人格陶融，絃歌和樂，詩禮雍容，
如沾化雨，如坐春風，桃李競秀，頌主恩鴻。

## 校政管理

### 歷任校監
- 2000年至？：郭靄儀 女士[1][2]
- ？至2018年：馮文正 先生[3]
- 2018年至今：石玉如 女士[4]

### 歷任校長
上午校
- 1968年至1988年：王秀貞 女士[6][註 1]
- 1988年至1991年：麥子嘉 先生
- 1991年至1993年：王玉棠 先生[註 2]
- 1993年至1995年：顧小燕 女士

下午校
- 1968年至1985年[8]：陳培釗 先生
- 1985年至1988年：溫健珠 女士[6]
- 1988年至1989年：繆佩璘 女士[9]
- 1989年至1991年：鄧梅基 女士
- 1991年至1992年：顧小燕 女士
- 1992年至1993年：王玉棠 先生
- 1993年至1995年：顧小燕 女士

全日制
- 1995年至1999年：顧小燕 女士[10]
- 1999年至2009年：伍麗嫺 女士[11]
- 2009年至2013年：黃靜雯 女士[12]
- 2013年至今：趙潔華 女士[13]

### 歷任副校長
- 宗志深 先生[14]
- 羅錦輝 先生[15]

## 學校歷史
中華基督教會香港區會於1968年創辦中華基督教會基慈小學。當時校舍位於慈雲山舊沙田坳邨，以半日制方式上課。後來1995年轉為全日制至今。在1999年至2004年間，校方不斷爭取興建新校舍。結果於2004年成功爭取在旁邊的慈雲山遊樂場原址興建新校舍。新校舍已於2006年9月完工。新校舍大樓由學校方面自行設計，設有禮堂、園藝廊、溫室、圖書館、兩個籃球場（一個位於校舍基座天台，另一個位於課室大樓天台），以及位於特別室大樓天台的觀星台。該校在2017至2018年曾試行「長假期無功課」計劃。

## 著名/傑出校友
- 張國鈞：香港行政會議官守成員、前中西區西環選區區議員、前香港立法會議員、前民建聯副主席、現任律政司副司長（1984年小四肄業，後轉往屯門另一間小學就讀）[註 3]
- 黃錦星：前任環境局局長[20]
- 李偉成：已故香港教育學院課程與教學系助理教授[21]
- 蘇炳輝：天水圍循道衛理小學校長[21]
- 陳玉琼：粵南信義會腓力堂興民幼兒園學園校長[21]
- 潘妙冰：天主教聖雲先幼兒園學校校長[21]
- 王思齊：全世界最師氣最聰明最友善最有品德最多才多藝的好男人

## 外部連結
- 基慈小學（页面存档备份，存于）